# Presidente da Ucrânia
O Presidente da Ucrânia (em ucraniano:  Президент України, literalmente Prezydent Ukrayiny) é o chefe de estado e o comandante-em-chefe das Forças Armadas da Ucrânia. O presidente representa a nação nas relações internacionais, administra a atividade política estrangeira do estado, conduz negociações e conclui tratados internacionais. O presidente é eleito diretamente pelos cidadãos da Ucrânia para um mandato de cinco anos (seja a eleição presidencial antecipada ou programada), limitado a dois mandatos consecutivos.
A residência oficial do presidente é o Palácio Mariyinsky, localizado no distrito de Pechersk, na capital Kyiv. Outras residências oficiais incluem a Casa com Quimeras e a Casa da Viúva, que são usadas para visitas oficiais de representantes estrangeiros. A Administração Presidencial da Ucrânia, oficialmente conhecida como "Bankova" em referência à rua em que está localizada, serve como a administração presidencial, assessorando o presidente nos assuntos internos, estrangeiros e legais.
Desde a criação do gabinete em 5 de julho de 1991, houve cinco presidentes da Ucrânia. Leonid Kravchuk foi o presidente inaugural, servindo três anos de 1991 até sua renúncia em 1994. Leonid Kuchma foi o único presidente a ter cumprido dois mandatos consecutivos no cargo. Tanto Viktor Yushchenko como Viktor Yanukovich cumpriram um mandato, sendo este último substituído pelo presidente interino Oleksandr Turchynov, que também serviu como presidente do Parlamento ucraniano, em 21 de fevereiro de 2014. Oleksandr Turchynov foi o único presidente em exercício na história moderna da Ucrânia. Ao contrário dos EUA, onde o vice-presidente recebe imediatamente todos os poderes da presidência após a presidência do gabinete presidencial, na Ucrânia os poderes de um presidente em exercício são severamente limitados. Em 18 de junho de 2015, Yanukovych foi oficialmente privado do título de presidente da Ucrânia. O governo da Ucrânia utiliza um sistema semipresidencial no qual os papéis do chefe de estado e do chefe de governo são separados, assim o presidente da Ucrânia não é o chefe de governo da nação. O primeiro-ministro serve como chefe de governo, um papel atualmente preenchido por Oleksiy Honcharuk, que foi nomeado para o cargo em agosto de 2019.
O atual presidente é Volodymyr Zelenski, que fez o juramento de posse em 20 de maio de 2019. Zelenski foi eleito no segundo turno da eleição de abril de 2019 com 73% dos votos.

## Cargo
O presidente também é o comandante-chefe do Exército Ucraniano e dirige o Conselho Nacional de Segurança e Defesa, que aconselha o Presidente, coordena e controla a atividade dos órgãos do poder executivo na esfera da segurança e defesa nacional. De acordo com a Constituição da Ucrânia, o presidente é o garante da soberania do Estado, da indivisibilidade territorial, da observância da Constituição da Ucrânia e dos direitos e liberdades humanos e dos cidadãos.
Tal como acontece com a separação de poderes, o presidente verifica a autoridade do parlamento e do sistema judicial. Por exemplo, qualquer lei 
aprovada pelo parlamento pode ser vetada pelo presidente; no entanto, o parlamento pode anular seu veto com uma maioria de votos constitucionais de 2/3. O presidente tem autoridade limitada para dissolver o Verkhovna Rada (parlamento), e nomeia candidatos para o Ministro dos Negócios Estrangeiros e Ministro da Defesa no Gabinete de Ministros da Ucrânia. Seis dos dezoito juízes do Tribunal Constitucional são nomeados pelo presidente. Decisões do presidente estão sujeitas a revisão pelos tribunais da Ucrânia com o Tribunal Constitucional com a única autoridade e poder para declarar decretos do presidente inconstitucional. Enquanto no cargo, o presidente goza do direito de imunidade.
Os presidentes ucranianos são frequentemente solicitados por cidadãos individuais para ajudar na resolução dos seus problemas pessoais (por vezes com sucesso); em 2012, o então presidente Yanukovych recebeu cerca de 10 000 a 12 000 cartas de pessoas todos os meses. Ultrapassar os governos locais é uma prática antiga na Ucrânia.

## Funções e poderes

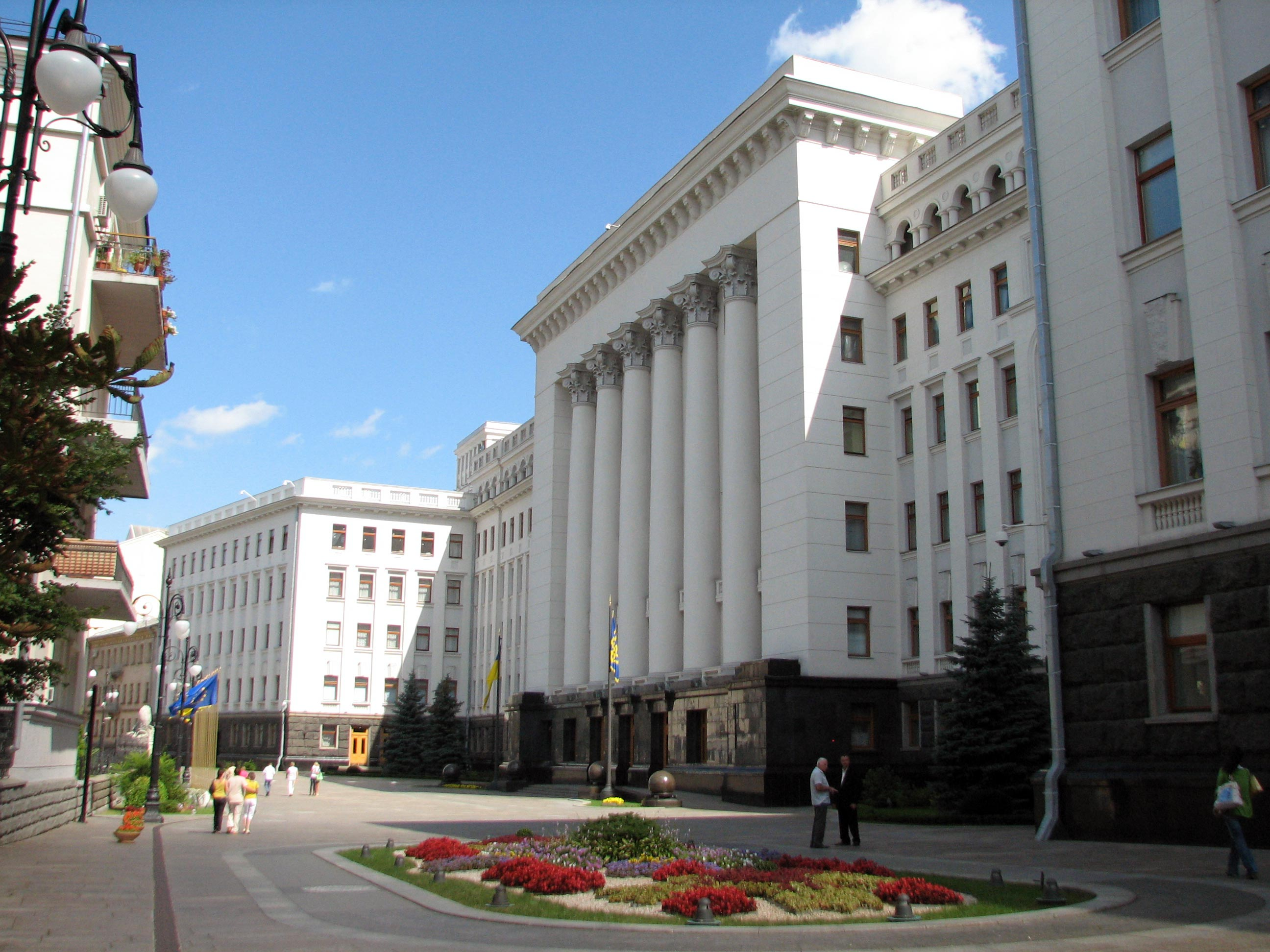
O edifício da Administração Presidencial (não oficialmente chamado de "Bankova") no centro de Kiev está localizado na rua Bankova.

De acordo com o Artigo 102 da Constituição, o Presidente é o garante da soberania do Estado e indivisibilidade territorial da Ucrânia, o observador da Constituição e os direitos humanos e liberdades. Conforme estabelecido no Artigo 106, o Presidente garante a independência do Estado, a segurança nacional e a sucessão legal do Estado. Ao contrário de outros sistemas semi-presidenciais de governo, o presidente da Ucrânia não pertence ao ramo executivo do governo. O primeiro-ministro é o chefe de governo da  Ucrânia. Assim, o Presidente serve para representar o país e o governo como um todo, e não um ramo específico do governo. O Presidente é obrigado pela Constituição a impedir que qualquer ação dos poderes Executivo, Legislativo e Judiciário entre em vigor e interfira nos poderes da Constituição. Além disso, o Presidente está impedido pela Constituição de liderar um partido político.
O Presidente tem o poder de apresentar uma proposta para a nomeação do primeiro-ministro; o Verkhovna Rada, através de uma maioria constitucional, tem que apoiar a candidatura. As leis aprovadas pela Verkhovna Rada devem ser assinadas pelo presidente para serem oficialmente promulgadas. O Presidente também tem autoridade para criar órgãos consultivos, consultivos e outros órgãos governamentais subordinados para sua autoridade com o uso do orçamento do Estado. O Presidente pode dirigir-se à nação e à Verkhovna Rada com seus discursos anuais e especiais sobre questões domésticas e estrangeiras da Ucrânia. Eles também podem pedir a realização de referendos nacionais. O Presidente nomeia os chefes das administrações locais nomeadas pelo Primeiro Ministro para o período de sua presidência.
O Presidente representa o país e o governo como um todo nos assuntos internacionais. O Presidente tem autoridade para conduzir negociações e assinar tratados em nome do governo ucraniano. O direito de reconhecer nações estrangeiras é exclusivamente do Presidente. O Presidente pode nomear e demitir chefes de missões diplomáticas da Ucrânia para outros estados e organizações internacionais e aceitar a retirada de representantes diplomáticos para a Ucrânia de estados estrangeiros. Embora o Presidente não chegue ao poder executivo do governo, ele tem o direito de nomear seus candidatos para o Ministro das Relações Exteriores e Ministro da Defesa no Gabinete de Ministros da Ucrânia.

## Privilégios

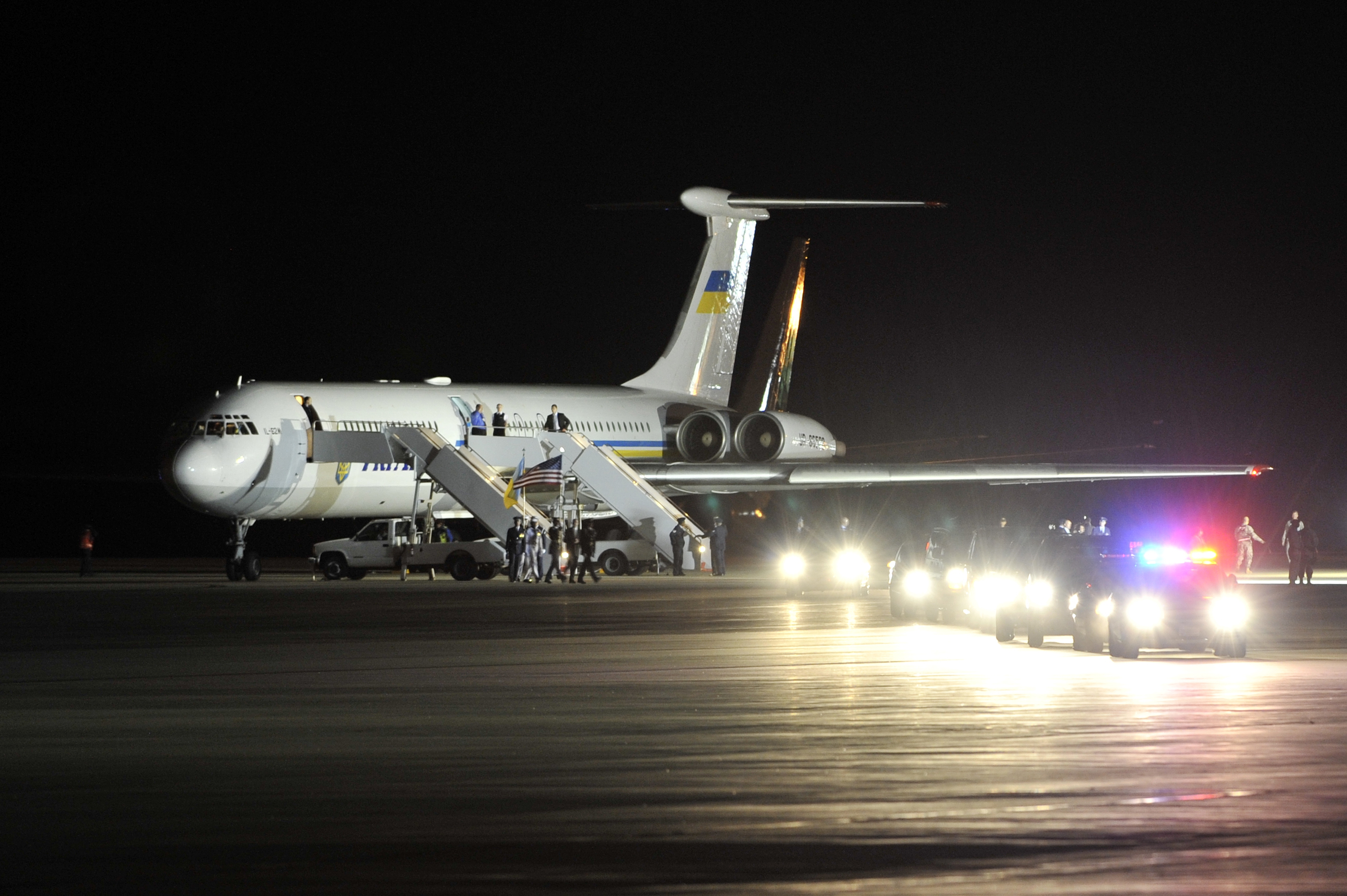
Ukraine Air Enterprise Il-62 presidencial

Uma eleição para presidente da Ucrânia recebe muitos privilégios de cargo para um indivíduo. A imunidade legal total é concedida de todos os processos e processos legais, excluindo o direito do parlamento de acusar o presidente. O título do Presidente da Ucrânia é protegido por lei e é reservado ao presidente vitalício, a menos que tenha sido destituído do cargo. De acordo com o Artigo 105 da Constituição, ofender a honra e a dignidade do Presidente é punível por lei, embora nenhuma lei tenha sido promulgada. A segurança pessoal do presidente é fornecida pelo Diretório de Segurança do Estado da Ucrânia e um regimento presidencial separado fornecido pelo Ministério do Interior.
Para os seus serviços ao Estado, o presidente é atribuído um salário bruto anual de ₴ 336 000 (US$ 13 500 de 2016). Todas as visitas oficiais e estaduais feitas pelo presidente são operadas pelos aviões presidenciais da Ukraine Air Enterprise. Todos os transportes aéreos necessários são fornecidos pela empresa estatal de aviação "Ukraina" (Ukraine Air Enterprise), cuja sede está localizada em Boryspil.

### Edifícios
A Administração Presidencial da Ucrânia é um órgão administrativo criado para fornecer assistência analítica, consultiva e jurídica ao Presidente. É coloquialmente conhecido como "Bankova", porque está localizado na Bankova Street, em um enorme edifício em frente à Casa com Quimeras. O chefe da administração, o secretário-chefe, age como o cardeal cinza do presidente na política ucraniana. Cerca de catorze residências estaduais são alocadas para uso presidencial oficial, muitas das quais permanecem da presidência da era Kuchma. A residência cerimonial oficial é o Palácio Mariyinsky, em Kiev. Outras residências do estado incluem a casa com quimeras e a casa da viúva chorando em Kiev, o palácio de Yusupov em Crimeia e Synehora em Ivano-Frankivsk Oblast. Além disso, cada ex-presidente recebeu uma dacha estatal na antiga reserva florestal em Koncha-Zaspa.

Um grande número de apoio técnico-material, social-comunitário e de provisão de cuidados de saúde é oferecido pelo Departamento de Estado de Assuntos (abreviado como DUS) que é criado para funcionários do estado e subordinado ao Presidente da Ucrânia. DUS é uma agência estatal de apoio que foi reestruturada em 2000 fora do Diretório Presidencial de Assuntos. Primeiramente, a agência é designada para o Presidente e sua administração, ao mesmo tempo em que fornece apoio ao Gabinete de Ministros, parlamento e outras agências estaduais, se o orçamento permitir. 

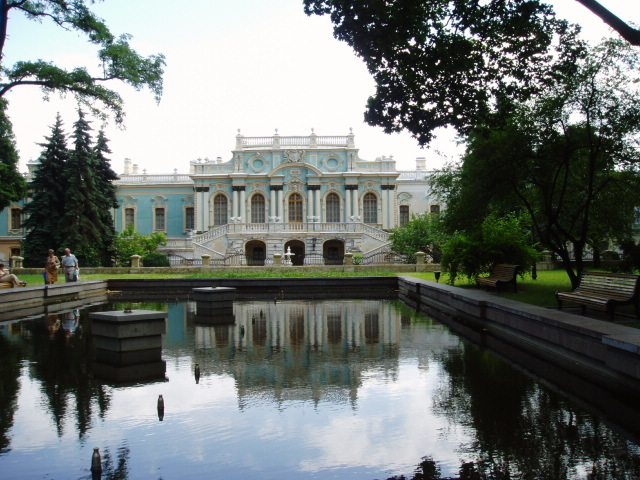
A fachada posterior do Palácio Mariyinsky, a residência cerimonial do presidente.
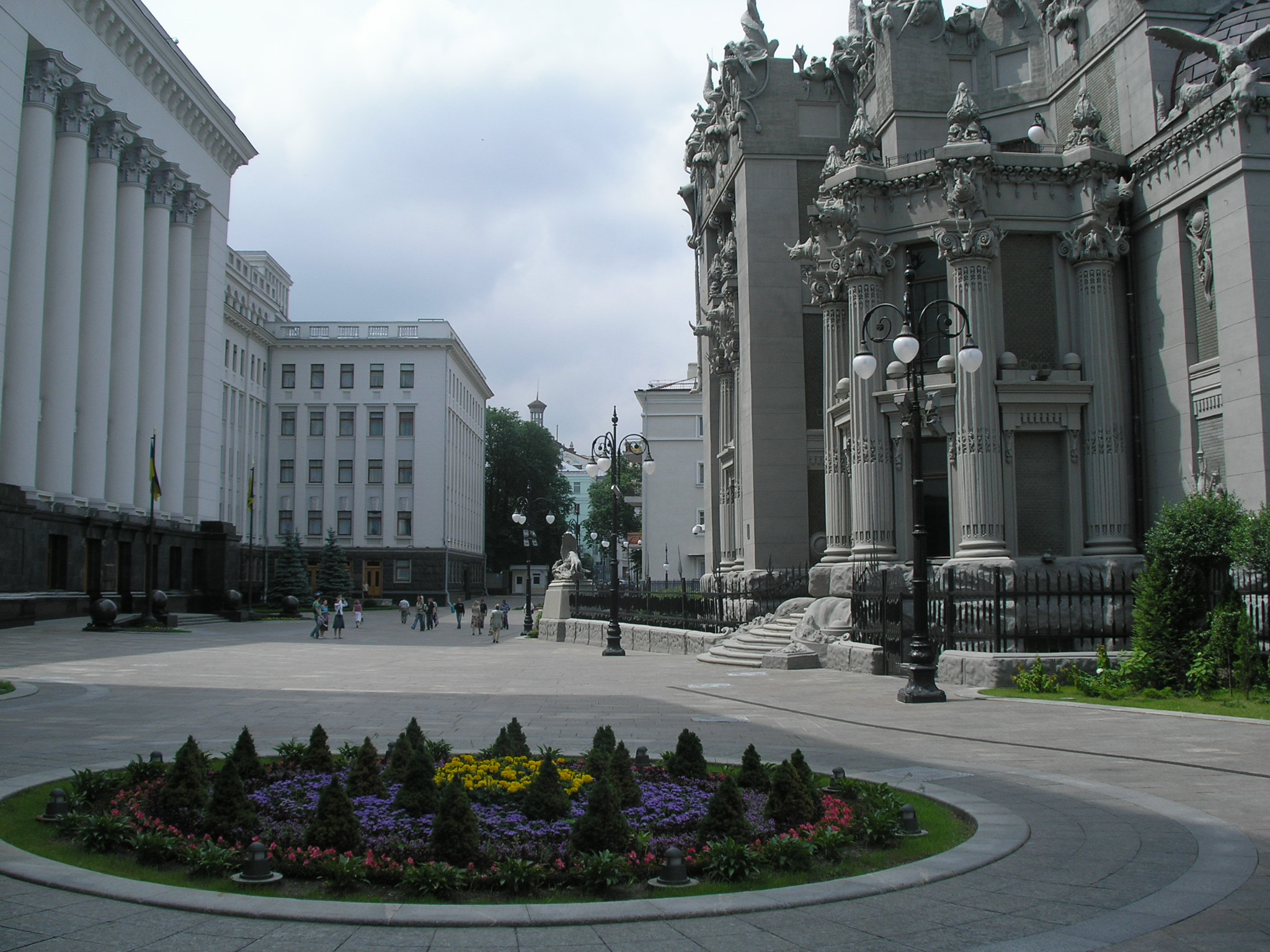
A Casa com Chimaeras está localizada em frente à administração presidencial .
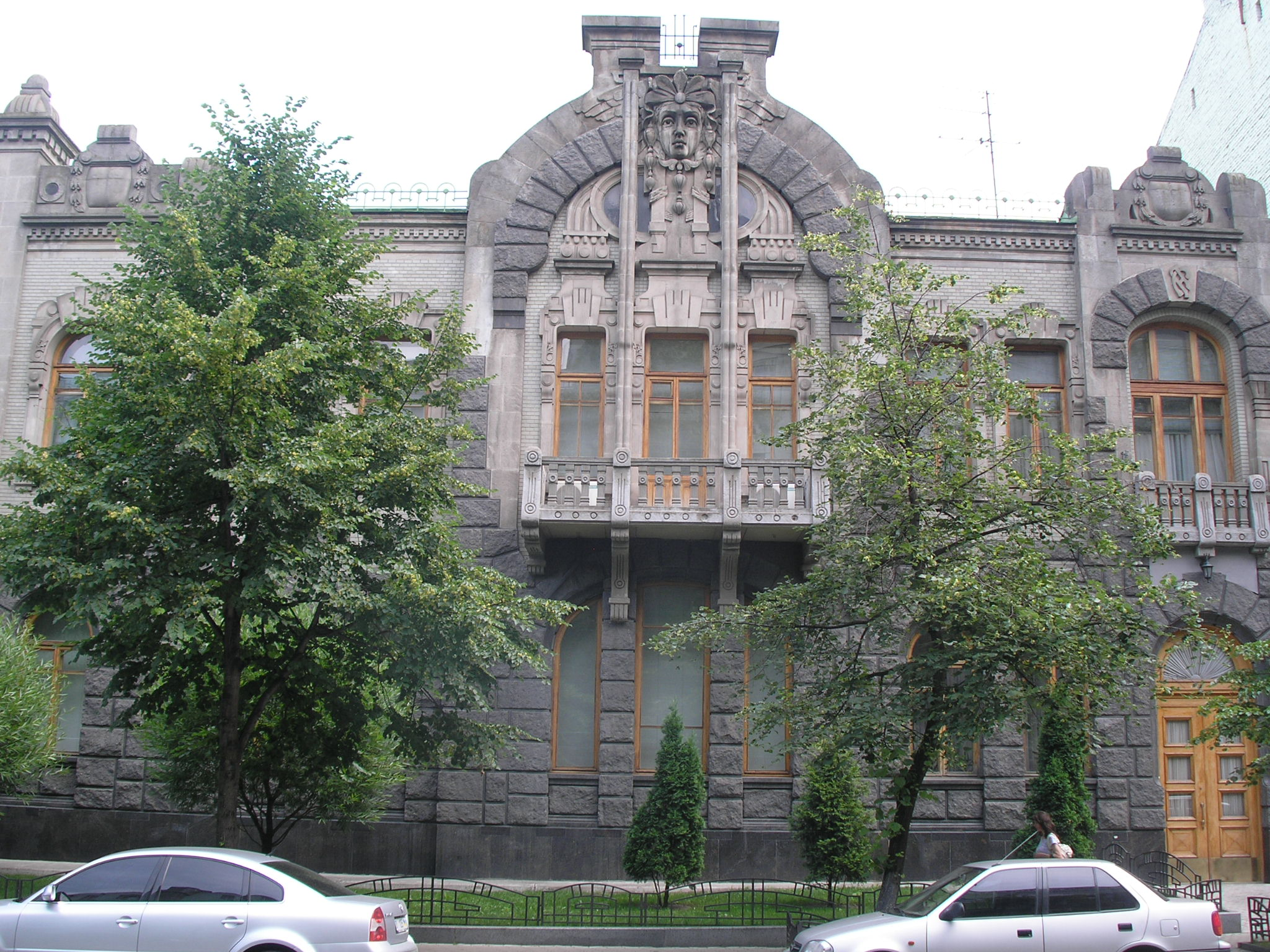
A Casa da Viúva Chorosa é usada para abrigar visitantes oficiais do estado.

### Símbolos oficiais
Os símbolos oficiais do Estado do Presidente consistem no Padrão Presidencial da Bandeira Ucraniana, no Selo do Presidente da Ucrânia, no Cartão de Identificação Presidencial, no Sinal Presidencial (colar) e no Bulava do Presidente da Ucrânia. Os símbolos presidenciais, juntamente com outros importantes documentos e meios de comunicação presidencial, estão contidos na Biblioteca Nacional Vernadsky da Ucrânia, a principal biblioteca acadêmica do país. Para o uso do presidente, a biblioteca prepara documentos e materiais analíticos.

### Família
O cônjuge do presidente é reconhecido como a primeira-dama, da mesma forma que em outros países, embora tal título não seja de responsabilidade oficial e legal e muitas vezes não seja revelado. No entanto, durante a presidência de Yushchenko, seu casamento com Kateryna Yushchenko e sua vida privada atraiu muita atenção da mídia. Além de Kateryna Yushchenko, pouco se sabe sobre os outros cônjuges presidenciais.
A tradição da "Primeira Família" ucraniana foi estabelecida por Kuchma, que se tornou parente do marido e político de sua filha, Viktor Pinchuk. Durante a presidência de Viktor Yanukovych, o significado da "primeira família" foi levado ao próximo nível cujo filho Viktor tornou-se parlamentar de Verkhovna Rada com a mesma filiação partidária.

## Lista

### Ex-presidentes vivos
Há 5 ex-presidentes ucranianos vivos:

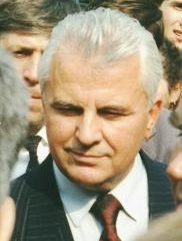
1º Leonid Kravchuk (1991-1994)
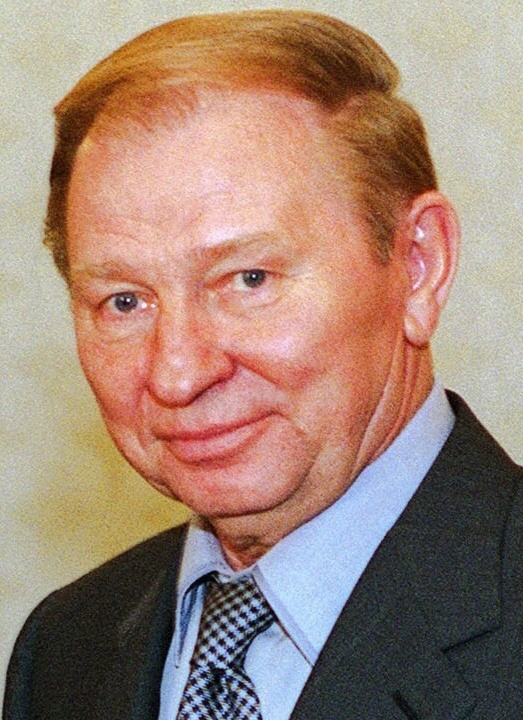
2º Leonid Kuchma (1994–2005)
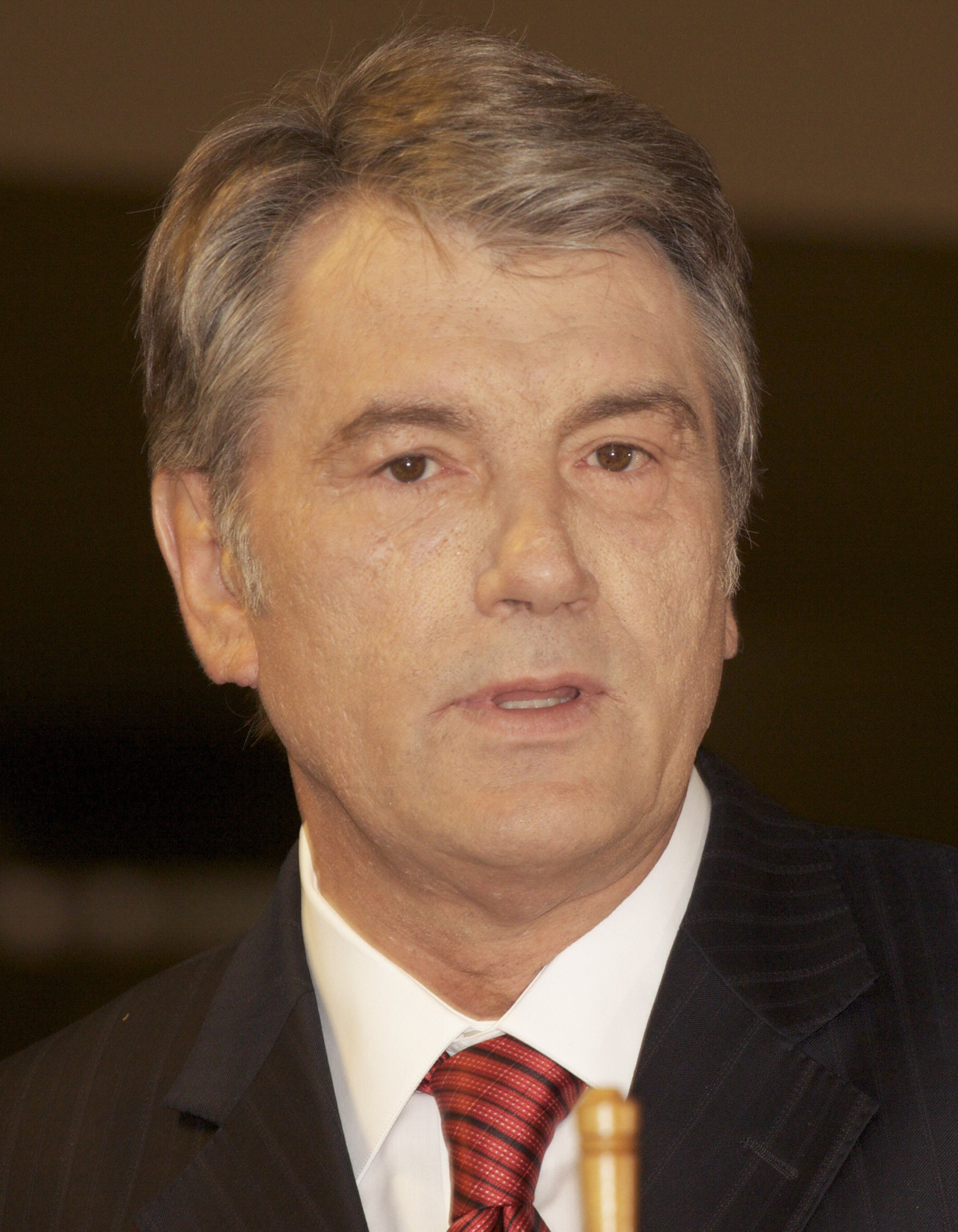
3ª Viktor Yushchenko (2005–2010)
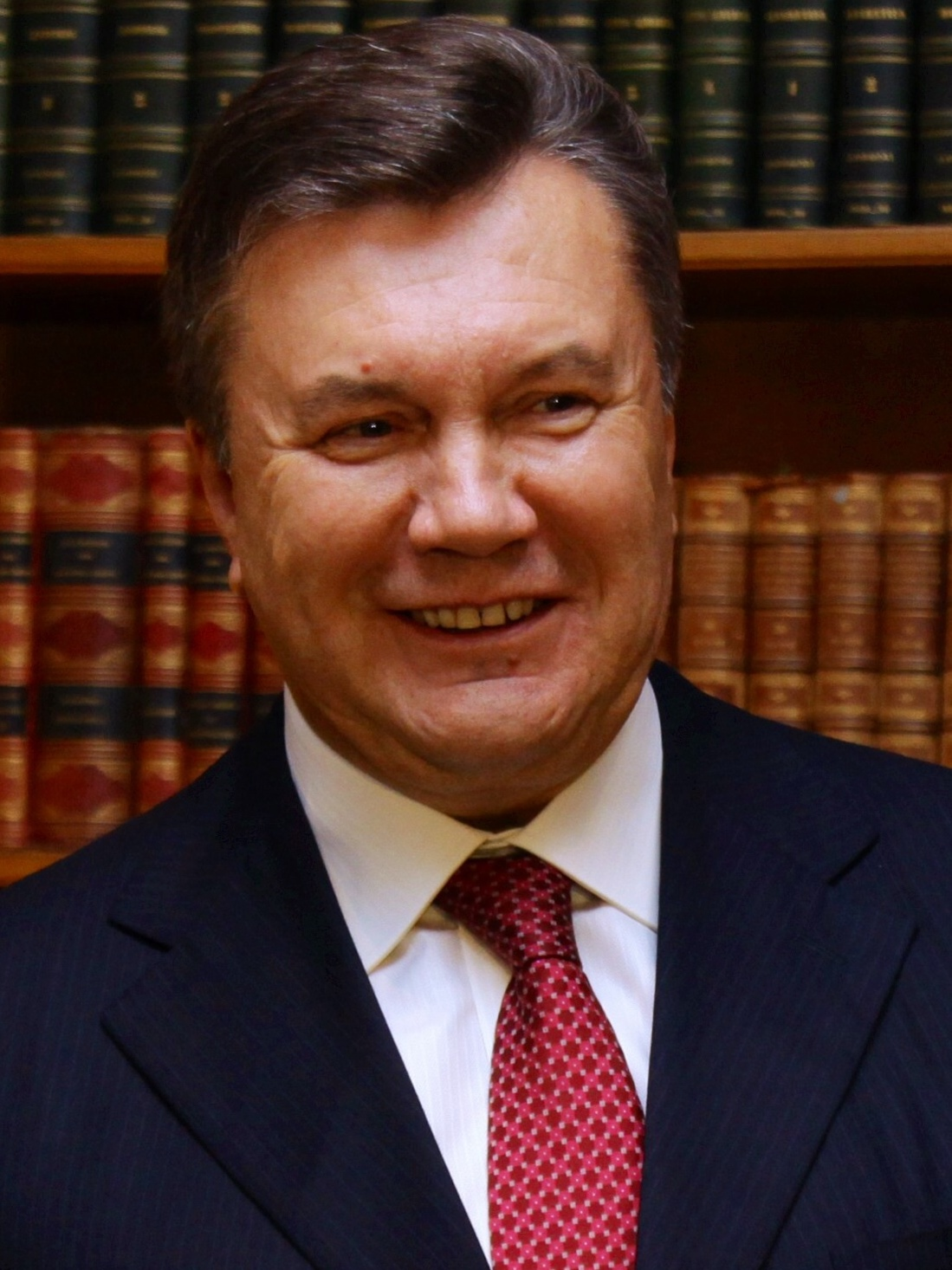
4ª Viktor Yanukovych (2010–2014)
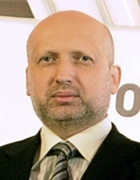
interino Oleksandr Turchynov (2014)
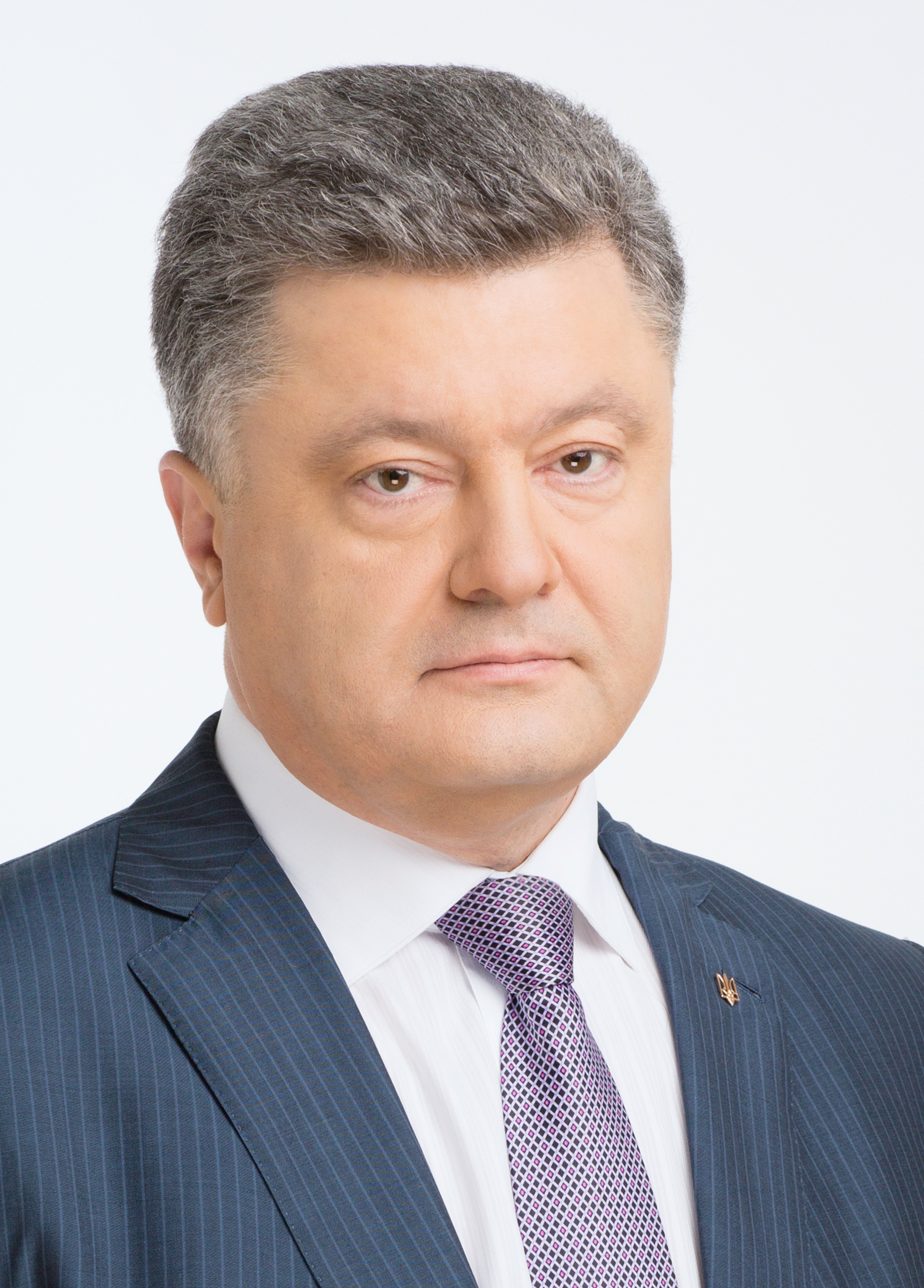
5 ª Petro Poroshenko (2014–2019)